# Roland Gewalt
Roland Gewalt (ur. 2 kwietnia 1958 w Berlinie) – niemiecki polityk, w latach 2002–2005 poseł do Bundestagu, deputowany do Parlamentu Europejskiego VI kadencji.

## Życiorys
Ukończył studia prawnicze na Wolnym Uniwersytecie Berlina. W 1987 i 1990 zdał państwowe egzaminy prawnicze pierwszego i drugiego stopnia. Do 1997 był pracownikiem Urzędu Powierniczego.
W 1980 wstąpił do Unii Chrześcijańsko-Demokratycznej. Wcześniej, w latach 80., pełnił kierownicze funkcje w chadeckiej organizacji młodzieżowej Junge Union. Był radnym dzielnicowym, następnie od 1990 do 2002 posłem do berlińskiego landtagu (od 1995 do 1998 przewodniczył frakcji CDU). W latach 2002–2005 zasiadał w Bundestagu.
27 października 2005 objął mandat posła do Parlamentu Europejskiego VI kadencji, z którego zrezygnował Ingo Schmitt. Był członkiem Europejskiej Partii Ludowej i Europejskich Demokratów, pracował m.in. w Komisji Transportu i Turystyki oraz Komisji Wolności Obywatelskich, Sprawiedliwości i Spraw Wewnętrznych. W PE zasiadał do 13 lipca 2009.